# Tom Shields

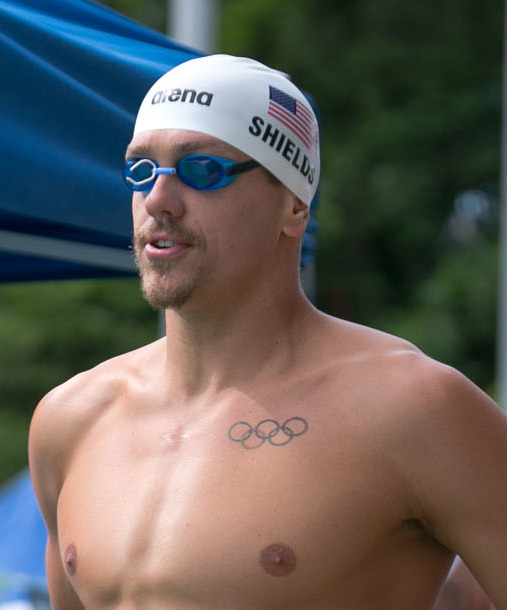
Tom Shields 2017 in Santa Clara

Thomas „Tom“ Allen Shields (* 11. Juli 1991 in Panama City, Florida) ist ein ehemaliger Schwimmer aus den Vereinigten Staaten. Er erhielt bei Olympischen Spielen zwei Goldmedaillen. Bei Weltmeisterschaften erschwamm er eine Goldmedaille auf der 50-Meter-Bahn sowie drei Goldmedaillen, neun Silbermedaillen und fünf Bronzemedaillen auf der 25-Meter-Bahn.

## Sportliche Karriere
Der 1,93 Meter große Tom Shields besuchte die Edison High School in Huntington Beach und studierte ab 2009 an der University of California, Berkeley. Er graduierte in Religion und wurde später Schwimmprofi.

### Die Jahre bis zur ersten olympischen Goldmedaille 2016
Bereits 2008 nahm Shields an den Olympiatrials teil, seine beste Platzierung war der 45. Platz über 200 Meter Freistil. Bei der Universiade 2011 in Shenzhen gewann er die Silbermedaille über 100 Meter Schmetterling. Außerdem erhielt er drei Medaillen für Vorlaufeinsätze in den Staffeln: Gold in den beiden Freistilstaffeln und Silber in der Lagenstaffel. 2012 beteiligte sich Shields an den US-Olympiaausscheidungen, konnte sich aber nicht qualifizieren. Bei den Kurzbahnweltmeisterschaften 2012 in Istanbul siegte der Südafrikaner Chad Le Clos über 100 Meter Schmetterling, 0,72 Sekunden dahinter wurde Shields Zweiter mit 0,05 Sekunden Vorsprung auf seinen Landsmann Ryan Lochte. Über 50 Meter Schmetterling gewann der Brasilianer Nicholas Santos vor Chad Le Clos, 0,2 Sekunden hinter dem Südafrikaner schlug Shields als Dritter an. Die 4-mal-100-Meter-Lagenstaffel mit Matt Grevers, Kevin Cordes, Tom Shields und Ryan Lochte war völlig ungefährdet und erreichte das Ziel mit 1,83 Sekunden Vorsprung.
2014 belegte Shields bei den Pan Pacific Swimming Championships den vierten Platz in den Vorläufen über 100 Meter Schmetterling. Da die drei vor ihm liegenden Schwimmer ebenfalls aus dem Team der Vereinigten Staaten waren, musste Shields zurückziehen. Ende des Jahres bei den Kurzbahnweltmeisterschaften 2014 in Doha wurde Shields über 100 Meter Schmetterling Zweiter hinter Chad Le Clos. Die 4-mal-100-Meter-Freistilstaffel mit Jimmy Feigen, Matt Grevers, Ryan Lochte und Tom Shields wurde Dritte hinter den Staffeln aus Frankreich und aus Russland. In der 4-mal-50-Meter-Lagenstaffel gewannen die Brasilianer vor den Franzosen, die Staffel der Vereinigten Staaten erschwamm Bronze mit Eugene Godsoe, Cody Miller, Tom Shields und Josh Schneider. Über 50 Meter Schmetterling wurde Shields Fünfter mit 0,08 Sekunden Rückstand auf Bronze. Die 4-mal-50-Meter-Freistilstaffel mit Josh Schneider, Tom Shields, Jimmy Feigen und Ryan Lochte wurde Zweite hinter den Russen. Über 200 Meter Schmetterling wurde Shields Vierter mit 0,47 Sekunden Rückstand auf den dritten Platz. Schließlich wurde die 4-mal-100-Meter-Lagenstaffel mit Matt Grevers, Cody Miller, Tom Shields und Ryan Lochte Zweite hinter den Brasilianern.
Bei den Weltmeisterschaften 2015 in Kasan belegte Shields den achten Platz über 200 Meter Schmetterling. Über 100 Meter Schmetterling siegte Chad Le Clos vor dem Ungarn László Cseh und Joseph Schooling aus Singapur. Mit 0,1 Sekunden Rückstand auf Schooling schlug Shields als Vierter an. In der 4-mal-100-Meter-Lagenstaffel erreichten Matt Grevers, Cody Miller, Tim Phillips und Ryan Lochte das Finale mit der schnellsten Vorlaufzeit. Im Endlauf waren Ryan Murphy, Kevin Cordes, Tom Shields und Nathan Adrian eine Sekunde schneller als die Vorlaufstaffel und gewannen den Titel mit 0,15 Sekunden Vorsprung auf die Australier. Alle acht beteiligten Schwimmer aus den Vereinigten Staaten erhielten eine Goldmedaille, wie dies seit 1984 üblich ist.
Im Jahr darauf bei den Olympischen Spielen in Rio de Janeiro trat Shields zunächst über 200 Meter Schmetterling an. Als 20. der Vorläufe verpasste er das Halbfinale um 0,21 Sekunden. Über 100 Meter Schmetterling erreichte Shields das Finale mit der sechstschnellsten Zeit. Im Finale wurde er Siebter mit 0,59 Sekunden Rückstand auf die drei zeitgleichen Gewinner der Silbermedaille. In der 4-mal-100-Meter-Lagenstaffel erreichten David Plummer, Kevin Cordes, Tom Shields und Caeleb Dressel im Vorlauf die zweitbeste Zeit hinter den Briten. Im Endlauf schwammen Ryan Murphy, Cody Miller, Michael Phelps und Nathan Adrian fast vier Sekunden schneller als die Vorlaufstaffel und siegten mit über einer Sekunde vor den Briten.
Ende 2016 bei den Kurzbahnweltmeisterschaften in Windsor wurde Shields über 200 Meter Schmetterling Zweiter hinter Chad Le Clos. Die russische 4-mal-100-Meter-Freistilstaffel siegte vor den Franzosen. Auf dem dritten Platz schlug der australische Schlussschwimmer zeitgleich mit Blake Pieroni an und beide Teams erhielten die Bronzemedaille. Vor Pieroni waren Michael Chadwick, Tom Shields und Paul Powers geschwommen, Matthew Josa war im Vorlauf für Shields dabei. Über 100 Meter Schmetterling gewann erneut Le Clos vor Shields und auch im Sprint über 50 Meter Schmetterling schlug der Südafrikaner vor Shields an. In der 4-mal-50-Meter-Freistilstaffel siegten die Russen vor dem US-Team mit Powers, Pieroni, Chadwick und Shields, die 0,04 Sekunden vor den Japanern lagen. Ebenfalls Silber erhielten die im Vorlauf angetretenen Dillon Virva und Michael Andrew. Eine fünfte Silbermedaille erschwamm die 4-mal-50-Meter-Lagenstaffel mit Jacob Pebley, Cody Miller, Tom Shields und Michael Chadwick. Seine einzige Goldmedaille gewann Shields mit der 4-mal-50-Meter-Mixed-Lagenstaffel. Im Vorlauf waren Ali De Loof, Cody Miller, Matthew Josa und Mallory Comerford die schnellste Zeit geschwommen. Im Endlauf siegten Tom Shields, Lilly King, Kelsi Worrell und Michael Chadwick mit einer halben Sekunde Vorsprung vor dem brasilianischen Quartett.

### Die späten Jahre und die zweite olympische Goldmedaille 2021
Shields qualifizierte sich in den nächsten beiden Jahren nicht für internationale Meisterschaften. Bei den Panamerikanischen Spielen 2019 in Lima wurde er Achter über 200 Meter Schmetterling und siegte über 100 Meter Schmetterling. Die 4-mal-100-Meter-Lagenstaffel mit Daniel Carr, Nic Fink, Tom Shields und Nathan Adrian siegte mit einer halben Sekunde Vorsprung vor den Brasilianern.
Wegen der COVID-19-Pandemie wurden die Olympischen Spiele in Tokio erst 2021 ausgetragen. Über 100 Meter Schmetterling schied Shields als 15. im Halbfinale aus. In der 4-mal-100-Meter-Mixed-Lagenstaffel schwammen Regan Smith, Andrew Wilson, Tom Shields und Abbey Weitzeil hinter der britischen Staffel die zweitschnellste Vorlaufzeit. Im Finale waren Ryan Murphy, Lydia Jacoby, Torri Huske und Caeleb Dressel 0,44 Sekunden schneller als die Vorlaufstaffel, wurden aber nur Fünfte mit mehr als anderthalb Sekunden Rückstand auf das drittplatzierte australische Quartett. Schließlich trat das US-Team im Vorlauf der 4-mal-100-Meter-Lagenstaffeln mit Hunter Armstrong, Andrew Wilson, Tom Shields und Blake Pieroni an und schwamm die siebtbeste Zeit mit 0,33 Sekunden Vorsprung auf die neuntplatzierten Polen. Im Finale waren Ryan Murphy, Michael Andrew, Caeleb Dressel und Zach Apple fünfeinhalb Sekunden schneller und siegten mit neuem Weltrekord vor den Briten.
Bei den Kurzbahnweltmeisterschaften 2021 in Abu Dhabi wurde die 4-mal-100-Meter-Freistilstaffel mit Ryan Held, Hunter Tapp, Shaine Casas und Zach Apple Dritte hinter den Staffeln aus Russland und aus Italien, Tom Shields erhielt für seinen Vorlaufeinsatz ebenfalls Bronze. Es folgte der sechste Platz über 100 Meter Schmetterling. Auch in der 4-mal-50-Meter-Freistilstaffel war Shields nur im Vorlauf dabei, im Finale belegte das Quartett aus den Vereinigten Staaten den vierten Platz. Über 50 Meter Schmetterling wurde Shields Siebter. In der 4-mal-50-Meter-Lagenstaffel gab es zwei siegreiche Teams, da die Quartette aus Russland und aus den Vereinigten Staaten zeitgleich anschlugen. Für die USA schwammen Shaine Casas, Will Licon, Trenton Julian und Zach Apple im Vorlauf sowie Shaine Casas, Nic Fink, Thomas Shields und Ryan Held im Endlauf.